# Vîșneve, Korosten
Vîșneve (în ucraineană Вишневе) este un sat în comuna Kalînivka din raionul Korosten, regiunea Jîtomîr, Ucraina.

## Demografie
Componența lingvistică a localității Vîșneve
     Ucraineană (100%)
Conform recensământului din 2001, toată populația localității Vîșneve era vorbitoare de ucraineană (100%).